# Melancholie I
Melancholie I (původní název Melencolia I) je renesanční mědirytina, vzniklá roku 1514, jejímž autorem je Albrecht Dürer. Dodnes o ní platí Vasariho soud: Je jedním z těch uměleckých děl, che feciono stupire il mondo, „která uvádějí celý svět v úžas“.

## Historie a popis

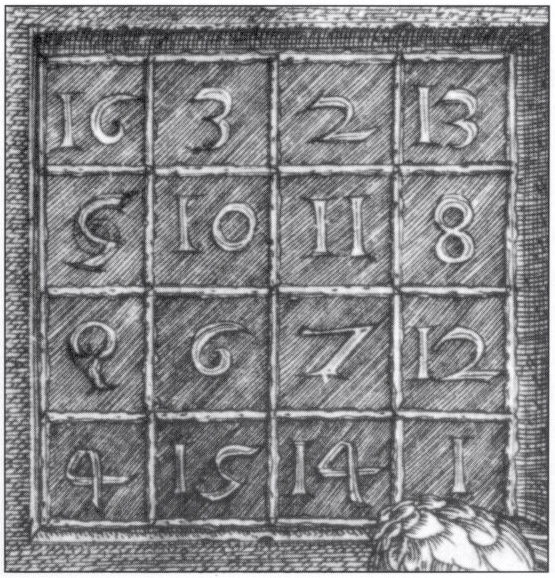
Detail čtvercové tabulky v pravém horním rohu obrazu

Číslice „I“ za názvem „Melancholie“, kterou drží netopýr v pozadí, stále čeká na své vysvětlení. S nejpřijatelnějším přišel Erwin Panofsky, který vykládá rytinu v souvislosti se třemi sférami nadání, jimž vládne Saturn – s fantazií, uvažujícím rozumem a duchovní intuicí. Podle záznamů z autorovy doby spadal malíř do první a nejnižší z nich.
Tento „obraz obrazů“ zkoumali déle než kteréhokoli jiné Dürerovo dílo nejen historikové umění, ale i lékaři, matematici, astronomové a svobodní zednáři. Malé rytině o rozměru menším než je list A4 je věnována řada literatury. Existuje mnoho výkladů, především z pozic neoplatonického obsahu tajemné scény.
Magický čtverec v pravém horním rohu, jehož číslice dávají vždy stejný součet 34, ať je sčítáme vodorovně, svisle, úhlopříčně nebo v jednotlivých kvadrantech, pravděpodobně v horní řadě vyjadřují den, měsíc a rok smrti Dürerovy matky. Jisté je, že dvojice čísel uprostřed spodní řady, 15 a 14, jsou datem zhotovení rytiny. Zajímavé je, že při sečtení obou číslic čísla 34 dostaneme výsledek 7 (stejně tak při sečtení dvou čísel v číslici počtu polí, tedy 16 → 7, což je podle numerologie a astrologie číslo planety Saturn. Synodická perioda Saturnu trvá 378 dní a toto číslo je dělitelné sedmi. Planeta Saturn je z planet klasické astrologie nejpomalejší a symbolizuje plynutí času (v římské mytologii Saturnus, v řecké mytologii bůh Krónos=čas) a také smrt a záhubu.
Symbol času se u čtverce objevuje v podobě přesýpacích hodin a malých slunečních hodin. Podle stínu, který vrhá Slunce a který (ne)vrhají sluneční hodiny, je pravděpodobně také kolem sedmé hodiny ráno. Se sedmičkou by se dalo ještě pohrát. Zvon, který visí nad postavou, může zobrazovat magický zvon, takový, jaký byl okultisty vyráběn ze sedmi planetárních kovů. Dále je tu další souvislost s astrologií – Saturnu se přiřazuje žlučník jako orgán, který je touto planetou ovlivňován. Podle Aristotela je „nemoc“ melancholie (deprese) způsobena právě přemírou „černé žluči“.
Duha (trojbarevná) může souviset také s Bifröstem, mostem, který se má zřítit při konci světa Ragnaröku podle severské mytologie. Kometa pak může symbolizovat právě Ragnarök, tedy v biblickém pojetí apokalypsu (o Dürerovi je známo, že byl ovlivněn severskou tradicí). O propojení symboliky se zednáři není pochyb. Žebřík (Jákobův žebřík) se např. přímo v této orientaci nachází na některých zednářských symbolech, stejně jako kružítko v rukou anděla nebo váhy atd.
Chápat tuto zadumanou, okřídlenou, jakoby heroickou postavu jako zosobnění melancholické povahy zajisté není chybou. Amorek, chrt, nástroje a prostorové geometrické útvary představují v první řadě tvůrčí možnosti lidstva, v druhé řadě nebezpečí ochromení vůle k činu. Odvrácenou stranu melancholie evokuje také netopýru podobný tvor, který drží pás s titulem nad vodní krajinou v pozadí a apokalyptická znamení duhy a komety na obloze (zajímavé srovnání: film Larse von Triera Melancholia).
List proto může být také zašifrovaným autoportrétem, nebo alespoň polemikou s jednou stránkou autorova uměleckého života.